# 各年のウズベキスタンの一覧

ウズベキスタンの国旗

各年のウズベキスタンの一覧（かくねんのウズベキスタンのいちらん）は、ウズベキスタンの各年ごとの記事の一覧。この一覧ではウズベキスタンの各年ごとの記事の他、各世紀と各年代、ウズベキスタンの各分野における各年ごとの記事についても取り扱う。

## 一覧

### 21世紀
- 2000年代
  - 2004年のウズベキスタン（英語版）
  - 2005年のウズベキスタン（英語版） 2006年のウズベキスタン（英語版）
- 2010年代
  - 2012年のウズベキスタン（英語版）
  - 2015年のウズベキスタン（英語版） 2017年のウズベキスタン（英語版） 2018年のウズベキスタン（英語版） 2019年のウズベキスタン（英語版）
- 2020年代
  - 2020年のウズベキスタン（英語版）